# Wittichbaude

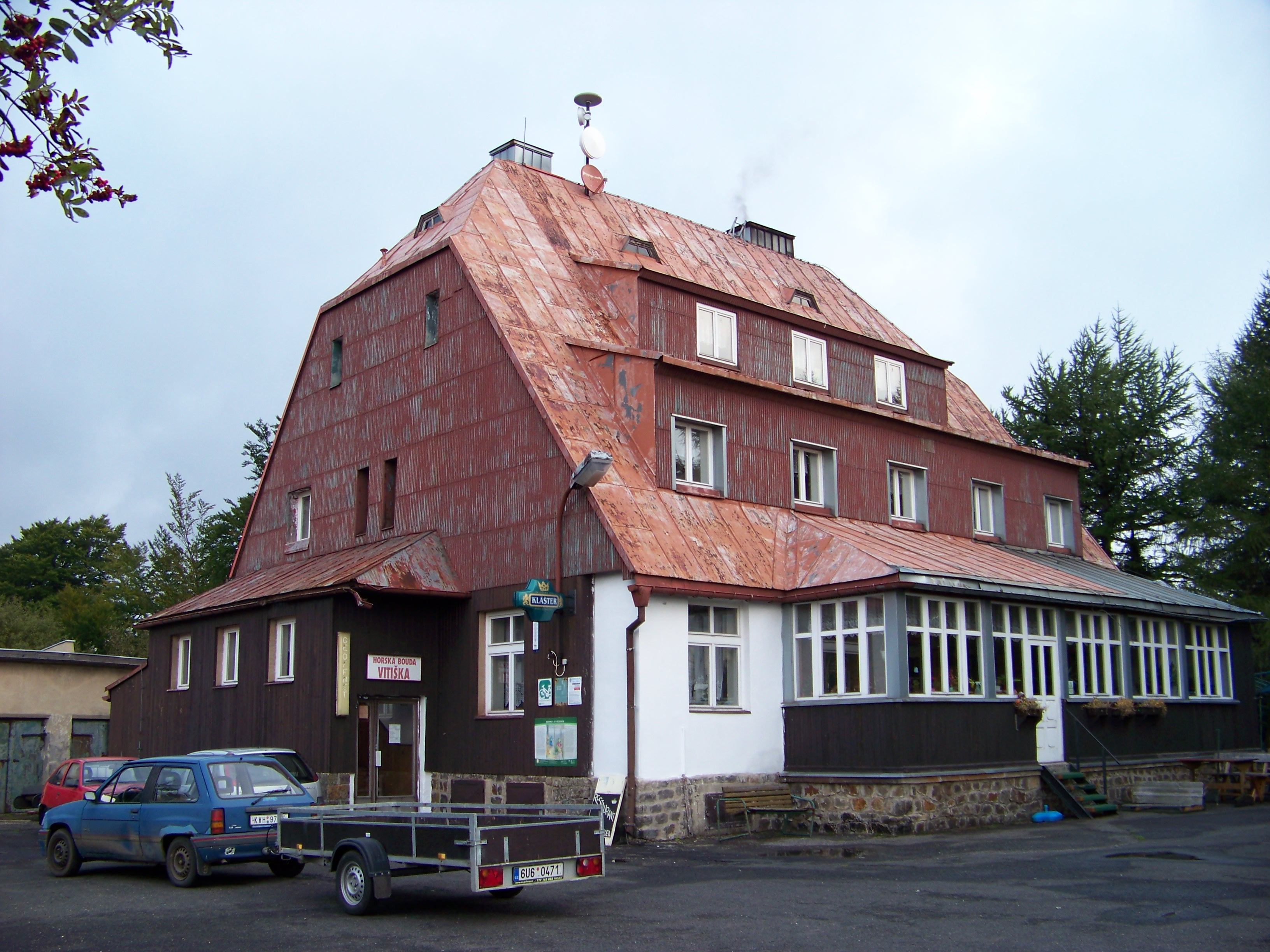
Wittichbaude

Die Wittichbaude (tschechisch Horská chata Vitiška) ist eine privat geführte Bergbaude im östlichen Erzgebirge. Sie gehört zur Gemeinde Mikulov in der Ústecký kraj (Aussiger Region) der Tschechischen Republik und befindet sich in der Euroregion Elbe/Labe.

## Geographische Lage
Die Wittichbaude liegt zusammen mit der kleineren Baude Mikuláška in exponierter Lage auf dem Sattel zwischen dem Pramenáč (Bornhauberg, 909 m n.m.) und dem Klínovčík (Keilberg, 836 m n.m.) am Waldrand in einer Höhe von rund 810 m n.m. unmittelbar am Osterzgebirgskamm unweit des Standortes des historischen Roten Kreuzes. Früher führte an der Baude direkt der Kammweg vorbei, heute ist es eine im Winter für den öffentlichen Fahrverkehr gesperrte Verbindungsstraße von Cínovec (Böhmisch Zinnwald) nach Nové Město (Neustadt), die als Erzgebirgsmagistrale (Krusnohorska Magistrala R23) besonders von Radfahrern genutzt wird.
In Sichtweite der Wittichbaude liegt der Gipfel des Bouřňák (Stürmer, 869 m n.m.), auf dessen Gipfel ebenfalls eine Bergbaude steht. 
Von der Wittichbaude bietet sich bei guter Sicht ein weiter Blick in das Böhmische Becken bis hin zum Milleschauer und nach Bílina (Bilin).

## Geschichte
Die Wittichbaude entstand unmittelbar nach dem Ersten Weltkrieg auf einer Bergweide und entwickelte sich im Sommer und im Winter rasch zu einem beliebten Ausflugsziel mit Einkehr- und Übernachtungsmöglichkeit, da sich am Standort der Baude mehrere Wanderwege mit dem besagten Kammweg kreuzten und sich von hier gute Ausflugsmöglichkeiten boten. Von Oktober 1938 bis Mai 1945 gehörte die Wittichbaude zum Reichsgau Sudetenland und wurde von Niklasberg aus verwaltet.
Heute bietet die Gaststätte 45 Plätze und Kapazität für 28 Übernachtungsgäste.
Im Winter gibt es in unmittelbarer Nähe der Baude sechs Skilifte und Skiloipen. Im Sommer besteht in der Nähe der Baude auch die Möglichkeit zum Gleitschirmfliegen.
Die Wittichbaude ist Stützpunkt des Projektes Gipfel-Stürmer von Grüne Liga Osterzgebirge e.V. und F.S.P. e.V. Dieses Projekt verknüpft die Grenze zwischen Deutschland und Tschechien überschreitend das PC-Naturspiel „Ulli Uhu“ mit kindgerechten Erlebnissen in der Natur, Umwelt und Landwirtschaft des östlichen Erzgebirges.
Die Wittichbaude ist nicht zu verwechseln mit dem Wittighaus im tschechischen Teil des Isergebirges.